# Singel 250
De Singel 250 is een gebouw in Amsterdam-Centrum op de hoek van Singel en Raadhuisstraat. Het gebouw is sinds september 2001 een rijksmonument in Amsterdam. Voor de aanleg van die Raadhuisstraat werd de Warmoesgracht rond 1895 gedempt.

## Exterieur
In opdracht van de Nederlandsch-Indische Handelsbank (NIHB) werd hier tussen 1910 en 1912 een bank gebouwd. De NIHB was een dochtermaatschappij van de 'Algemeene Maatschappij voor Handel en Nijverheid'. Voor de bouw van dit relatief grote gebouw werd een aantal panden aan de Singel gesloopt. Mede dankzij fotograaf Jacob Olie, die hier in 1897 fotografeerde is de toenmalige situatie nog vastgelegd, er stond op de plaats van het huidige gebouw minstens tot 1909 de Kostelooze Amsterdamsche Polikliniek. De Singel kent ook in 2017 nog geen even huisnummers van 242 tot 260, behalve 250.
De architecten J.P.F. van Rossem en W.J. Vuyk ontwierpen voor de nieuwbouw een neoclassicistisch pand van drie verdiepingen. Het onderste deel van de gevel heeft een blokkenpatroon. De beide bovenverdiepingen zijn voorzien van pilasters. In 1925 werd het bankgebouw vergroot naar ontwerp van architect A.D.N. van Gendt. Het gedeelte links naast de ingang werd toen bijgebouwd. De vierkante plattegrond werd daardoor rechthoekig. Het gebouw heeft een entree aan de Singel, met een dubbele toegangsdeur.

## Interieur
Binnen zijn hoge ruimtes, marmeren pilaren en grote trappen. In de kleine vergaderzaal bevindt zich een Lodewijk-XIV schoorsteen verwerkt uit 'd'Appelboom'. Dit voormalige gebouw aan de Singel moest wijken voor de bouw van het bankgebouw. De glas in loodramen hebben voorstellingen van mythologische figuren. Op de leren wandbekleding staan landkaarten van Nederland en de archipel van het voormalige Nederlands-Indië. Tevens zijn er wapenschilden van Nederland en voormalig Nederlands-Indië en symbolen van Mercurius, de god van de handel, reizigers  en winst. 
Nadat er meerdere banken in het pand zaten werd het in 1962 aangekocht door de gemeente Amsterdam die er de Gemeentegiro Amsterdam in onderbracht. In 1990 werd het pand verbouwd tot hoofdpostkantoor.

## Gebruikers
- 1912-1913 - West-Borneo-Handelsmaatschappij (failliet)
- 1912-19?? - Nederlandsch-Indische Landbouw-Maatschappij
- 1912-19?? - Nederlandsch-Indische Spiritus-Maatschappij
- 1912-19?? - Javasche Cultuur-Maatschappij
- 1923-1925? - M. Onnes van Nijenrode
- 1942-19?? - Departement van Sociale Zaken
- 1963-1979 - Gemeentegiro Amsterdam
- 1979- 1984 - Diverse gemeentelijke diensten, zoals Onderzoek en Statistiek en Projectbureau Binnen Gemeentelijke Decentralisatie
- 1990-2015- (hoofd)postkantoor
- 2012-2016 - Gemeentelijke Ombudsman
- 2016-heden -  Diverse gebruikers waaronder Kop of Munt Amsterdam B.V., Trainmore en Regus

## Zie ook

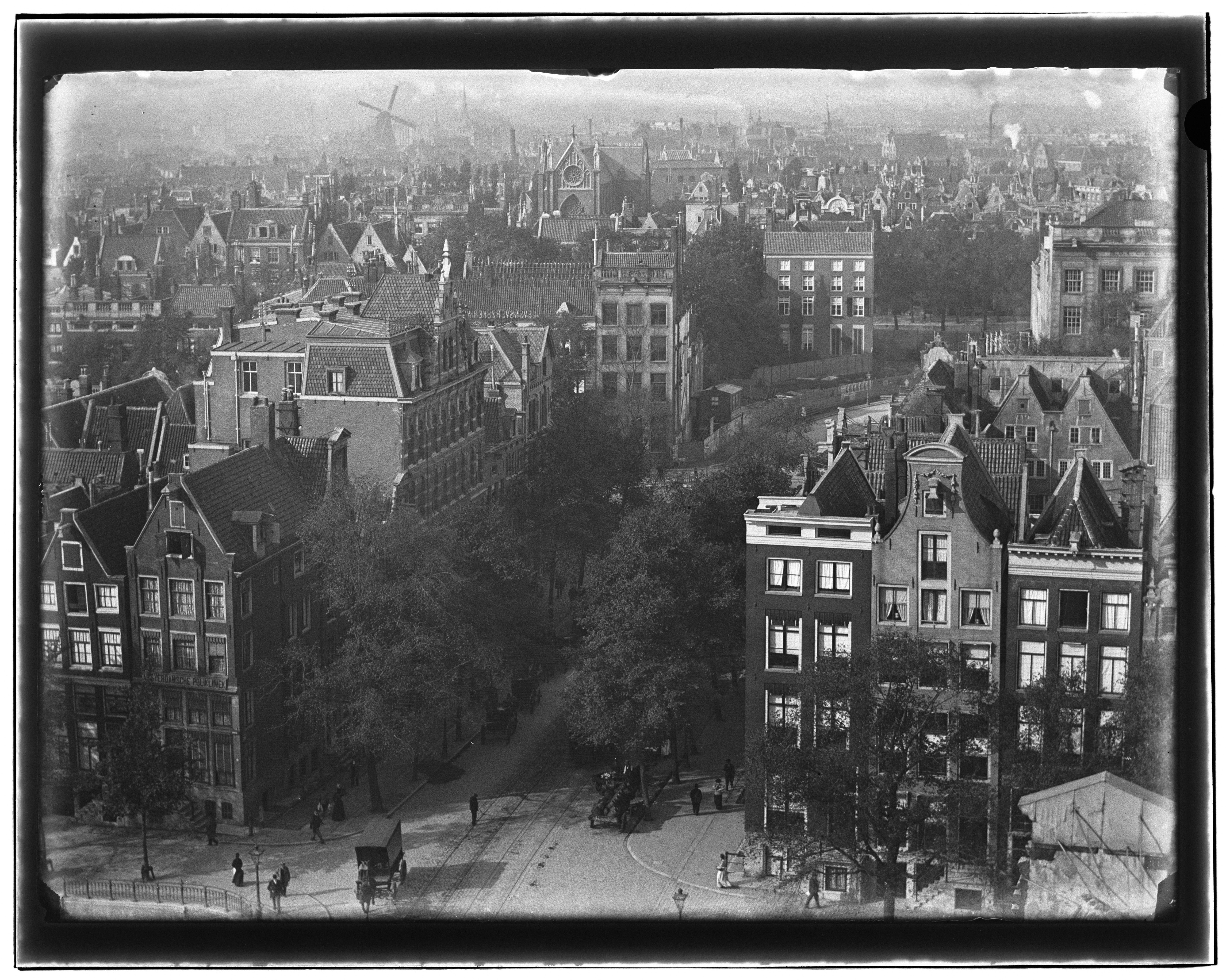
Jacob Olie in 1897 de Warmoesgracht met links de polikliniek op 242, rechts Singel 240